# Vía XVIII

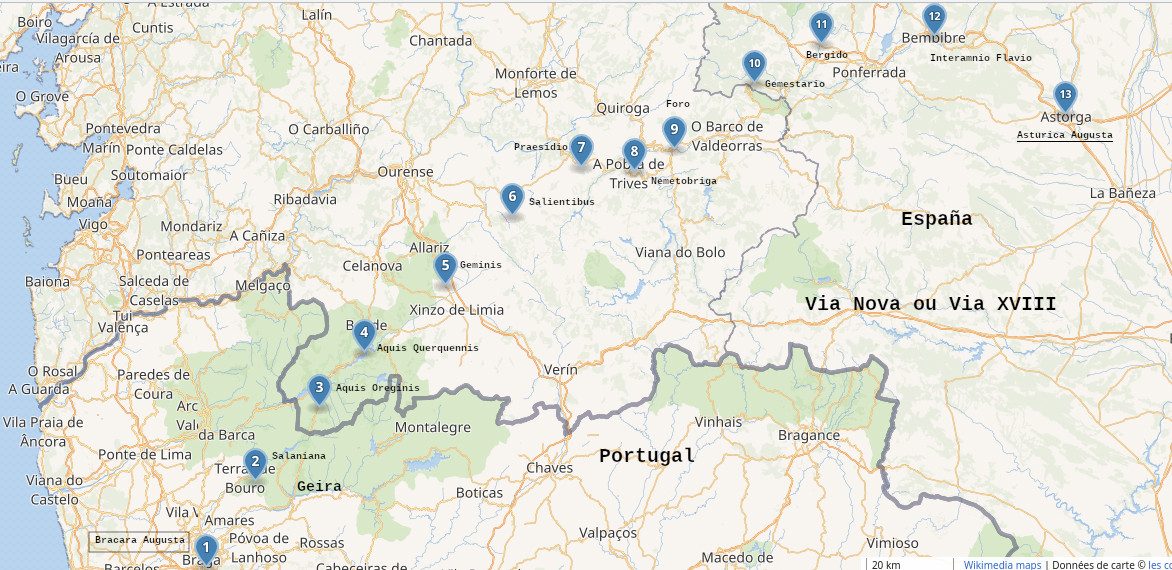
Ruta de la vía Nova.

El Itinerario Antonino A-18 o la Vía Nova es una calzada romana, que aparece con el número XVIII en el Itinerario de Antonino, que unía las ciudades de Bracara Augusta (actual Braga), capital del convento bracariense, y Asturica Augusta (Astorga), capital del convento asturicense, a lo largo de unas 210 millas romanas (unos 330 kilómetros). 
La vía Nova atravesaría la actual provincia de Orense siguiendo una diagonal del sudoeste al noreste, adentrándose en la comarca de El Bierzo, que traviesa en su totalidad, sensiblemente de oeste a este, y saliendo de ella por el puerto de Manzanal hasta finalizar en Astorga, considerada capital de La Maragatería.

## Historia
Fue construida entre los años 79 y 80 durante el imperio de Vespasiano y su hijo Tito, por el legado C. Calpetanus Rantius Quirinalis Velerius Festus, con propósitos comerciales, y restaurada en tiempos de Maximino el Tracio y su hijo Máximo. Su trazado viene reflejado con detalle en el Itinerario de Antonino (siglo III). 
A lo largo de su trazado las millas romanas se encuentran señalizadas mediante miliarios (o piedras miliares). Entre Bracara Ausgusta y Asturica Augusta existen once mansiones (mansio, parada de postas y hospedaje) Este trazado es uno de los que conserva el mayor número de miliarios de toda Europa.

## Itinerario
| Mansio              | Millas (romanas) | Poblaciones actuales                       |
| ------------------- | ---------------- | ------------------------------------------ |
| Bracara Augusta     |                  | Braga (Portugal)                           |
| Salaniana           | XXI              | Saim, Chorense, Terras de Bouro (Portugal) |
| Aquis Oreginis      | XVIII            | Baños de Riocaldo (Lobios, Orense)         |
| Aquis Querquennis   | XIV              | Baños de Bande (Bande, Orense)             |
| Geminas             | XVI              | Zona de Sandianes (Orense)                 |
| Salientibus         | XVIII            | Xinzo da Costa (Maceda, Orense)            |
| Praesidio           | XVIII            | Al norte de O Burgo (Orense)               |
| Nemetobriga         | XIII             | Entre Puebla de Trives y Laroco (Orense)   |
| Foro                | XIX              | La Rúa de Valdeorras (Orense)              |
| Gemestario          | XVIII            | Portela de Aguiar (El Bierzo, León)        |
| Castro Bergidum     | XIII             | Cacabelos (El Bierzo, León)                |
| Interamnium Flavium | XX               | Bembibre (El Bierzo, León)                 |
| Asturica Augusta    | XXX              | Astorga (León)                             |

## Galería

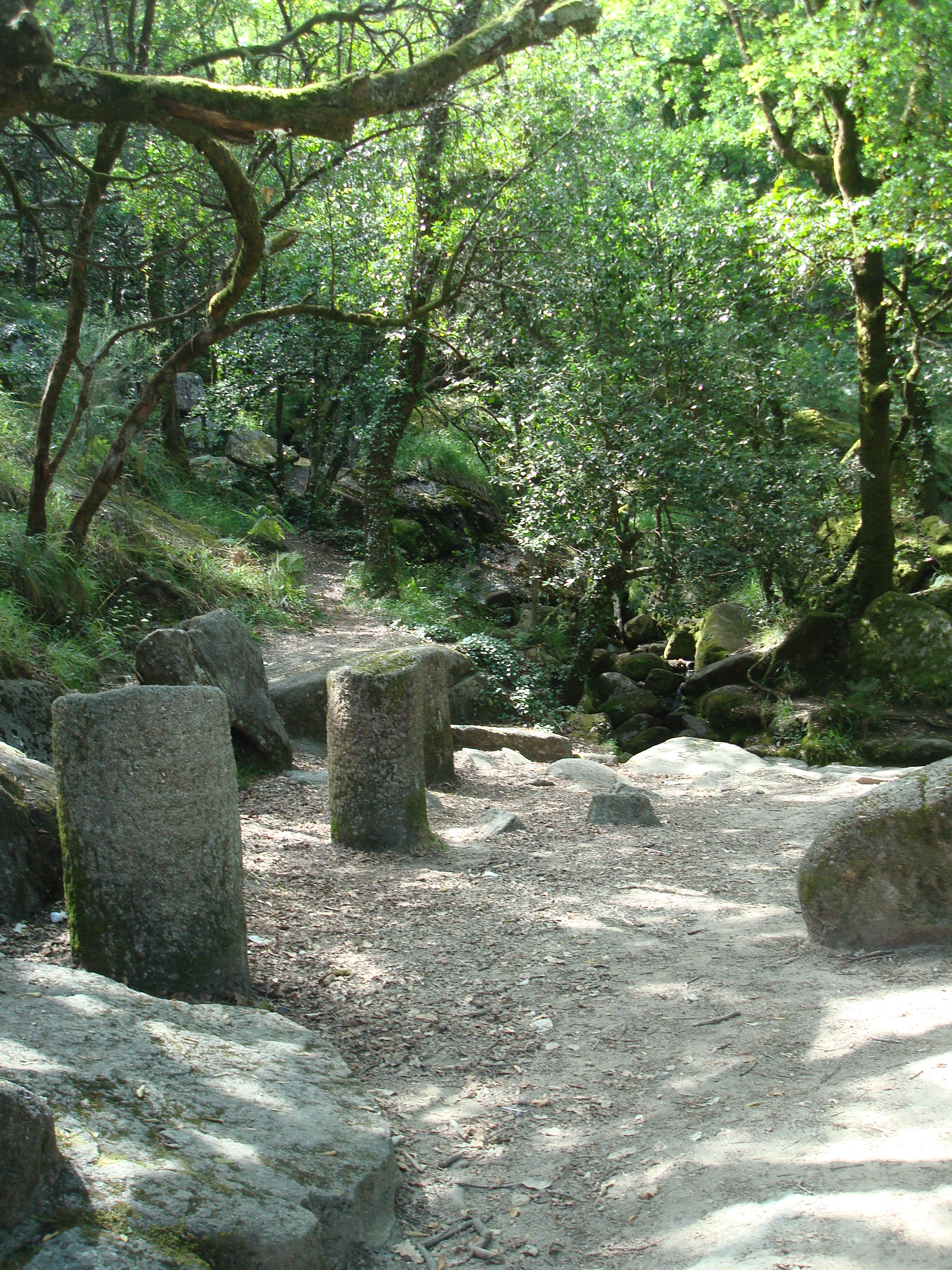
Vía Nova, en Campo do Gerês, Terras de Bouro (Portugal)
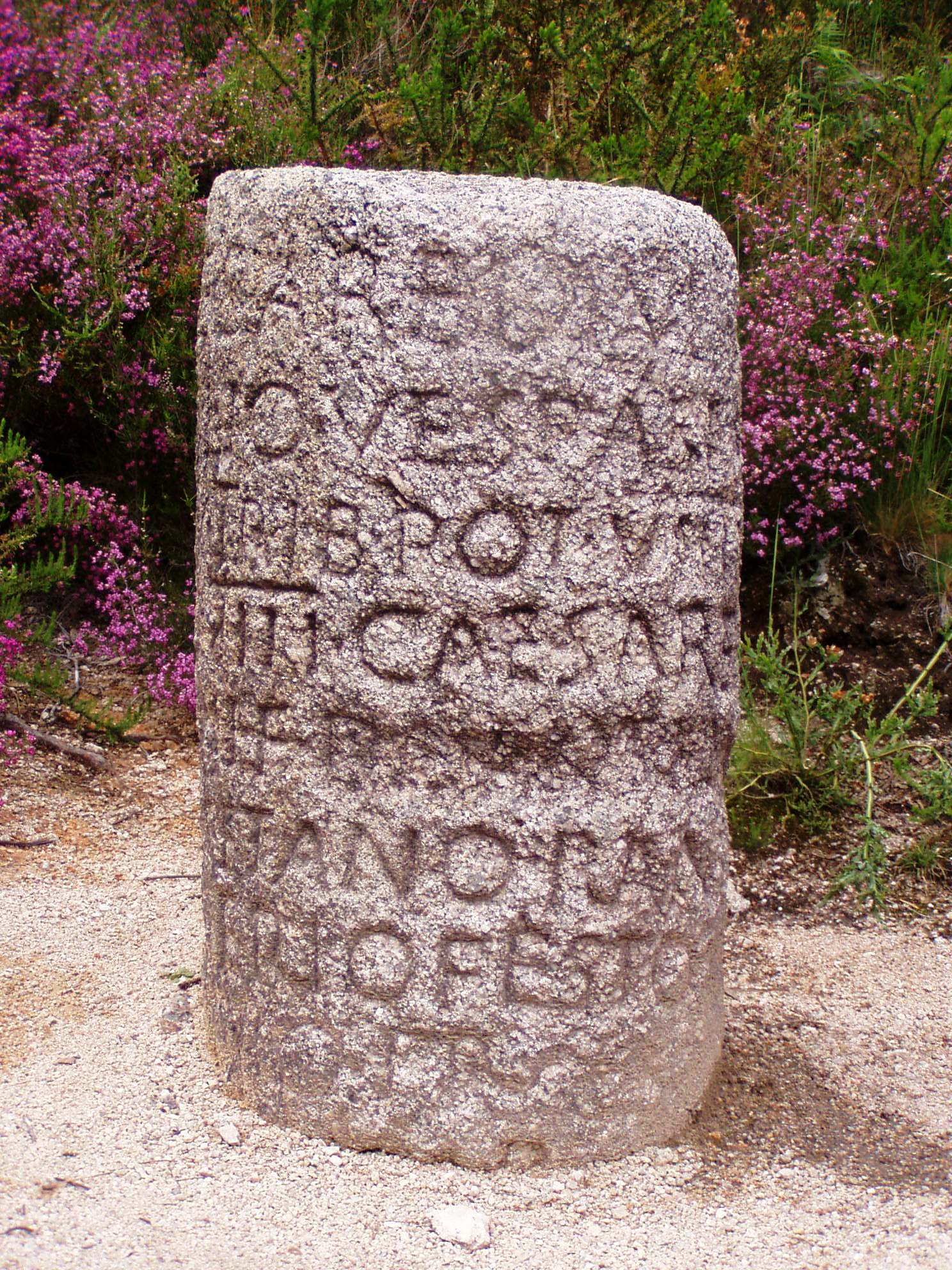
Miliario XXIX en la Vía Nova en Campo do Gerês, Terras de Bouro (Portugal), con el nombre del César Domiciano sometido a damnatio memoriae.